# Sin Joon-Sik
Sin Joon-Sik (13 de enero de 1980) es un deportista surcoreano que compitió en taekwondo.
Participó en los Juegos Olímpicos de Sídney 2000, obteniendo una medalla de plata en la categoría de –68 kg. Ganó una medalla de oro en el Campeonato Asiático de Taekwondo de 2002 en la categoría de –72 kg.

## Palmarés internacional
| Juegos Olímpicos    | Juegos Olímpicos   | Juegos Olímpicos | Juegos Olímpicos |
| Año                 | Lugar              | Medalla          | Categoría        |
| ------------------- | ------------------ | ---------------- | ---------------- |
| 2000                | Sídney (Australia) | Medalla de plata | –68 kg           |
| Campeonato Asiático |                    |                  |                  |
| Año                 | Lugar              | Medalla          | Categoría        |
| 2002                | Amán (Jordania)    | Medalla de oro   | –72 kg           |